# Angulimala

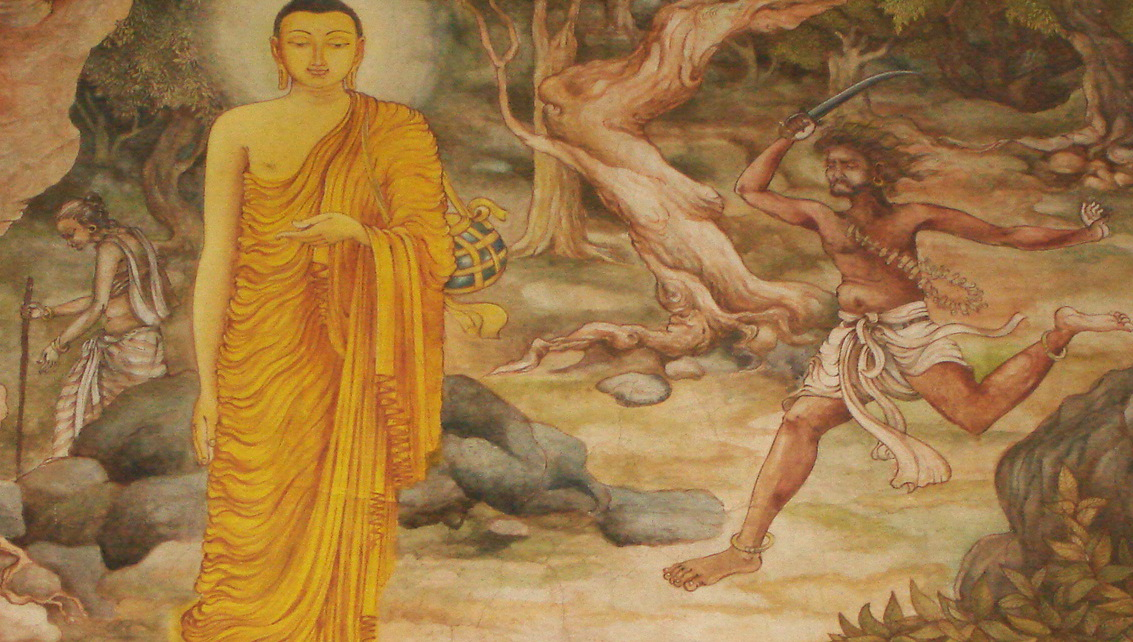
Angulimala

Angulimala (Pali: "halsketting van vingerkootjes") is een belangrijk persoon in het boeddhisme en in het bijzonder in de Theravada school. Hij wordt beschreven als een genadeloze moordenaar die spijt kreeg en het boeddhisme is gaan beoefenen. Zijn verhaal wordt gezien als voorbeeld van het menselijke potentieel om spirituele vooruitgang te bewerkstelligen.

## Het verhaal
De verzen van Angulimala staan in de Theragatha (vers 866-891), zijn levensverhaal staat in de Angulimala Sutta (MN 86) beschreven. Slechte voortekenen waren te zien rond zijn geboorte en zijn vader besloot hem daarom Ahimsaka ("onschadelijk"; van ahimsa) te noemen.
In Taxila studeerde hij onder een hindu-goeroe en maakte snel voortgang. De andere studenten werden jaloers en circuleerden het gerucht dat hij een affaire had met de vrouw van de goeroe. De goeroe durfde Ahimsaka hierover niet aan te spreken, omdat hij zo sterk als zeven olifanten was. Hij besloot dat Ahimsaka geslaagd was, maar hij moest nog een ding doen; duizend mensen doden. Men hoopte dat Ahimsaka het niet zou overleven.
Een ander verhaal vertelt dat Angulimala zich vrij wilde maken van zijn goeroe, die hem bij zich wilde houden. Zou Angulimala, zo zegt het verhaal dat vooral in Thailand leeft, zijn leraar 100 vingerkootjes kunnen brengen, dan mocht hij gaan. Angulimala doodde inderdaad verschillende personen en reeg hun vingerkootjes aan een koord dat hij om zijn hals droeg.
De Boeddha wist dat hij al 999 (of 99) slachtoffers had gemaakt en kwam Angulimala op weg van hier naar daar tegen. Angulimala zag Boeddha en wilde ook hem vermoorden. De Boeddha liep op een rustig tempo, en Angulimala kon hem niet inhalen, ook al rende hij zo hard als hij kon. Uit frustratie schreeuwde hij dat de Boeddha moest stoppen; Boeddha zei dat hij zelf reeds gestopt was (verlicht was) en dat Angulimala ook zou moeten stoppen (verlichting diende te bereiken). Angulimala trad toe tot de boeddhistische orde en behaalde ahatschap, een stadium van verlichting dat volgens het theravada net onder dat van Boeddha ligt. Eenmaal in die staat droeg Boeddha hem op vrouwen met barensweeën bij te staan en voor hen te reciteren met de tekst: "omdat ik in mijn leven nog nooit iemand doodde...". Verbaasd over die in eerste instantie als een leugen overkomende tekst verklaarde Boeddha dat "...in mijn leven..." de periode betrof sinds Angulimala's arhatschap.
Angulimala ontmoette na verloop van tijd nabestaanden van door hem omgebrachte personen. Hij werd door hen gestenigd en overleed. Boeddha verklaarde daarop dat Angulimala's werk - het cultiveren tot aan verlichting - erop zat.